# 聖克魯斯巴里亞斯
聖克魯斯巴里亞斯是危地馬拉的城鎮，由韋韋特南戈省負責管轄，位於該國西部，始建於1888年10月7日，面積1,112平方公里，海拔高度1,450米，2010年人口127,170。

## 外部連結
- Muni in Spanish （页面存档备份，存于）
- Website of Santa Cruz Barillas （页面存档备份，存于）

15°48′05″N 91°18′45″W / 15.8014°N 91.3125°W